# Sterling, Illinois
Sterling är en stad (city) i Whiteside County, i delstaten Illinois, USA. Enligt United States Census Bureau har staden en folkmängd på 15 410 invånare (2011) och en landarea på 14,8 km².